# Benjamin N. Cardozo

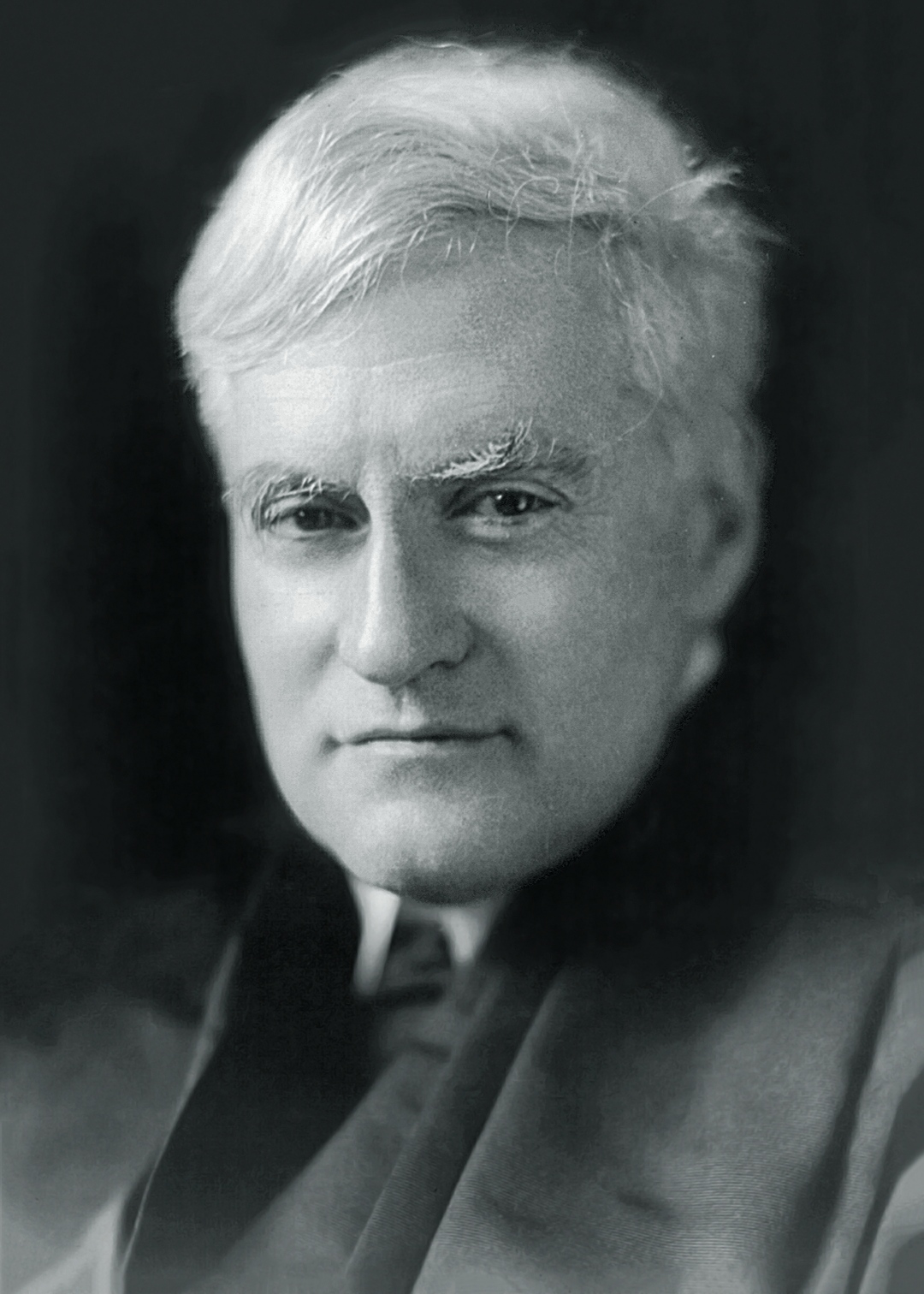
Benjamin N. Cardozo

Benjamin Nathan Cardozo (* 24. Mai 1870 in New York City; † 9. Juli 1938 in Port Chester, New York) war ein US-amerikanischer Jurist, der zuletzt Richter am Obersten Gerichtshof der USA (US Supreme Court) war.

## Leben

### Herkunft und Ausbildung
Der aus einer aus Portugal eingewanderten Familie sephardischer Juden stammende Cardozo begann nach dem Schulbesuch 1889 ein Studium der Rechtswissenschaften an der Law School der Columbia University und wurde Mitglied der Studentenverbindung Phi Delta Phi. Nach seiner anwaltlichen Zulassung war er als Rechtsanwalt tätig und engagierte sich auch in der zionistischen Organisation der USA.

### Tätigkeit am New York Court of Appeals
1913 wurde er zum Richter an den New York Supreme Court und dann 1914 an den New York Court of Appeals berufen, das für den Bundesstaat New York zuständige Appellationsgericht. Sein erster Protokollführer war zwischen 1914 und 1916 Charles Evans Hughes junior, ein späterer US Solicitor General. Cardozo war schließlich von 1927 bis 1932 Präsident des New Yorker Berufungsgerichts (Chief Judge). In diese Zeit fiel 1928 das von ihm verfasste Grundsatzurteil im Verfahren Palsgraf v. Long Island R. R. zum Umfang der Haftung und Schadensersatzpflicht öffentlicher Verkehrsmittel in New York.
Daneben war Cardozo, der auch zahlreiche juristische Fachbücher verfasste, von 1923 bis 1932 Vizepräsident des American Law Institute.

### Richter am Supreme Court of the United States

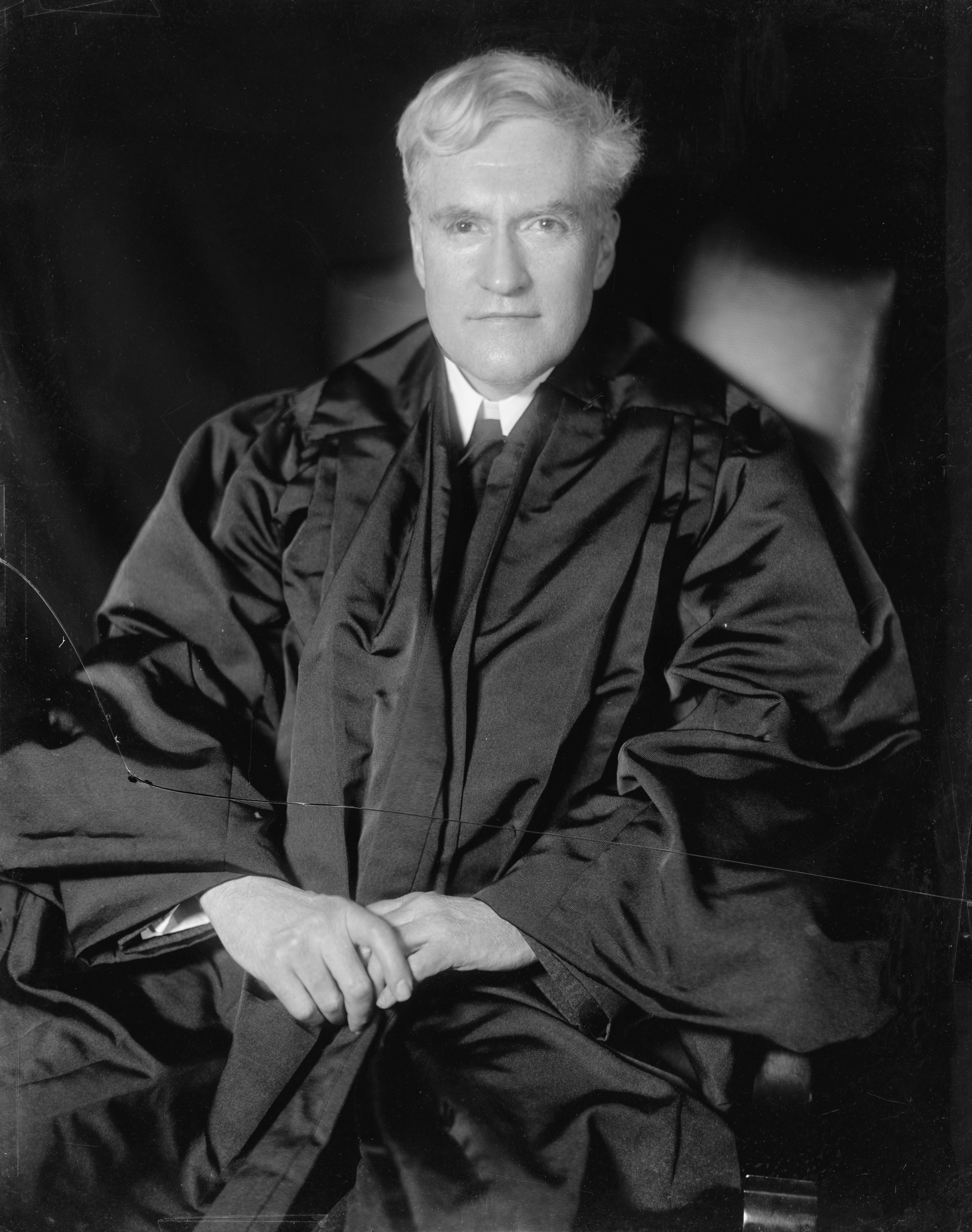
Cardozo während seiner Amtszeit als Richter am US Supreme Court

Am 14. März 1932 wurde er von US-Präsident Herbert Hoover zum Beigeordneten Richter am Obersten Gerichtshof der USA berufen. Er war damit Nachfolger von Oliver Wendell Holmes, Jr. und übte das Amt eines Associate Justice bis zu seinem Tod durch einen Schlaganfall aus, nachdem er bereits 1937 einen Herzinfarkt erlitten hatte. Seine juristischen Ansichten prägten in den folgenden Jahren maßgeblich die Meinungsfindung und damit die Rechtsprechung des US Supreme Court wie zum Beispiel zur Social Security. 1933 wurde Cardozo in die American Academy of Arts and Sciences gewählt.
Während seiner Zugehörigkeit zum Obersten Gerichtshof wirkte er an wichtigen Entscheidungen wie Nixon v. Condon (1932), Welch v. Helvering (1933), Panama Refining Co. v. Ryan (1935), Schechter Poultry Corp. v. United States (1935), Carter v. Carter Coal Company (1936), Steward Machine Company v. Davis (1937), Helvering v. Davis (1937) sowie Palko v. Connecticut (1937) mit.
Zusammen mit den Richtern Louis Brandeis und Harlan Fiske Stone bildete er zwischen 1932 und 1937 den liberalen Flügel des Obersten Gerichts. Die als „Drei Musketiere“ bezeichneten Richter unterstützten mit ihren Meinungen im Wesentlichen die von Präsident Franklin D. Roosevelt eingeleitete Politik des New Deal.
Auf der anderen Seite sahen sie sich jedoch den vier konservativen Richtern (den sogenannten „Vier Reitern“) James C. McReynolds, George Sutherland, Pierce Butler und Willis Van Devanter gegenüber. Aufgrund des insoweit neutralen damaligen Chief Justice Charles Evans Hughes und dem Richter Owen Roberts kam es daher oftmals zu unterschiedlichen Entscheidungsmehrheiten.
Dabei ging die Abneigung von McReynolds gegen Cardozo weit über juristische Meinungsverschiedenheiten hinaus: Vor der Berufung von Cardozo zum Richter bat McReynolds Präsident Hoover zusammen mit den Richtern Butler und Van Devanter 1932 darum, den Obersten Gerichtshof „nicht mit einem zweiten Juden zu plagen“. Während der Vereidigungszeremonie las er bewusst in einer Tageszeitung. Nach den Angaben seines Biographen John Frush Knox, der 1936 bis 1937 sein Gerichtsassistent war, wechselte er mit Cardozo kein Wort. Selbst der Trauerfeier für den 1938 verstorbenen Cardozo blieb er ebenso fern wie der Vereidigung von Cardozos jüdischem Nachfolger Felix Frankfurter.
Nach seinem Tod wurde er auf dem Beth Olom Cemetery in Queens beigesetzt. Ihm zu Ehren wurde die Benjamin N. Cardozo Law School der Yeshiva University sowie die Benjamin N. Cardozo High School in New York City benannt.

## Veröffentlichungen
- The Jurisdiction of the Court of appeals of the state of New York, 1903
- The nature of the judicial process, 1921
- The growth of the law, 1924, 1949 bei C.H. Beck durch Herbert Thiele-Fredersdorf mit dem Titel Lebendiges Recht ins deutsche übersetzt
- The paradoxes of legal science, 1928
- What medicine can do for law, 1930
- Law and literature and other essays and addresses, 1931
- John G. Milburn by Benjamin, 1931
- Law is justice, 1938
- Selected Writings of Benjamin N Cardozo, 1947

## Hintergrundliteratur
- Joseph P. Pollard: Mr. Justice Cardozo, 1935
- Irving Lehman: Benjamin Nathan Cardozo, 1938
- George Rossiter Farnum: Benjamin N. Cardozo- lights and shadows, 1938
- Beryl Harold Levy: Cardozo and frontiers of legal thinking, 1938
- Moses Judah Aronson: Cardozo's doctrine of sociological jurisprudence, 1938
- George Sidney Hellman: Benjamin N. Cardozo, American Judge, 1940
- Irving Lehman: The influence of Judge Cardozo on the common law, 1942
- Miriam Theresa Rooney: Mr. Justice Cardozo's relativism, 1945
- Joseph P. Pollard: Mr. Justice Cardozo; a liberal mind in action, 1970
- William C. Cunningham: Cardozo's theory of judicial decisions, opinions and off-the-bench writings 1914-1932, 1972
- Richard A. Posner: Cardozo: A Study in Reputation, 1990
- Andrew L. Kaufman: Cardozo, 1998